# Ignacew Folwarczny
Ignacew Folwarczny – wieś sołecka w Polsce położona w województwie łódzkim, w powiecie zgierskim, w gminie Parzęczew.
W latach 1975–1998 miejscowość należała administracyjnie do ówczesnego województwa łódzkiego.